# Massimiliano Narducci
Pour les articles homonymes, voir Narducci.
Massimiliano Narducci, né le 25 février 1964 à Ascoli Piceno, est un ancien joueur de tennis professionnel italien.

## Carrière
De 1981 à 1984 il joue quelques tournois Challenger et en 1985, classé 341e mondial, il se qualifie pour le tournoi de Bologne et accède aux quarts de finale en éliminant Diego Pérez au premier tour.
En 1987, il atteint la finale du tournoi Challenger de Casablanca. Les points engrangées lui permettent de participer à un certain nombre de tournois ATP l'année suivante dont les 4 tournois du Grand Chelem. Bien qu'il n'ait remporté que 5 matchs sur le circuit, il s'adjuge le modeste tournoi de Florence contre un Claudio Panatta invité et en fin de carrière classé 256e mondial sur le score de 3-6, 6-1, 6-4. Pour y arriver, il n'a battu qu'un seul joueur du top 100 : Jaime Yzaga, 56e, le mieux classé du tableau et le deuxième joueur le mieux classé qu'il ait battu en carrière. En fin d'année, il signe sa plus belle victoire sur Marcelo Filippini (48e) au deuxième tour du tournoi de Palerme. Il signe lors de Roland Garros sa troisième meilleure performance où il bat le n°52 Joey Rive 7-5, 6-2, 6-2. À l'Open d'Australie il affronte pour la seule et unique fois un joueur du top 10, au 2e tour, en la présence de Yannick Noah n°8 il perd après avoir remporté le premier set au tie break.
En 1989, ses seules performances notables ont été réalisées en double, à savoir une demi-finale à Milan et à Bari, un quart à Monte-Carlo et une finale au Challenger de Modène. Il a également fait partie de l'équipe d'Italie de Coupe Davis lors du premier tour du Groupe Mondial. Il perd ses deux simples en 5 sets contre Jonas Svensson (4-6, 6-3, 6-1, 4-6, 6-3) et Mikael Pernfors (6-3, 6-4, 4-6, 6-72, 6-3).
Il dirige désormais un club de tennis à Imola et y organise depuis 2006 un tournoi féminin doté de 25 000$.

## Palmarès

### Titre en simple messieurs
| No | Date       | Nom et lieu du tournoi                  | Catégorie | Dotation | Surface      | Finaliste       | Score         |  |
| -- | ---------- | --------------------------------------- | --------- | -------- | ------------ | --------------- | ------------- |  |
| 1  | 16-05-1988 | Tournoi de tennis de Florence, Florence |           | 93 400 $ | Terre (ext.) | Claudio Panatta | 3-6, 6-1, 6-4 |  |

## Parcours dans les tournois duGrand Chelem

### En simple
| Année | Open d'Australie | Open d'Australie | Internationaux de France | Internationaux de France | Wimbledon       | Wimbledon | US Open         | US Open     |
| ----- | ---------------- | ---------------- | ------------------------ | ------------------------ | --------------- | --------- | --------------- | ----------- |
| 1988  | 2e tour (1/32)   | Y. Noah          | 2e tour (1/32)           | A. Agassi                | 1er tour (1/64) | P. Korda  | 1er tour (1/64) | P. Annacone |

N.B. : à droite du résultat se trouve le nom de l'ultime adversaire.